# Creatinekinase
Creatinekinase (CK), vroeger ook wel creatinefosfokinase (CPK) genoemd, is een enzym dat met name voorkomt in organen die veel energie gebruiken, alwaar het een rol speelt in de regeneratie van creatinefosfaat. Bij deze omzetting van creatine naar creatinefosfaat wordt adenosinedifosfaat (ADP) gevormd uit adenosinetrifosfaat (ATP). Deze reactie is reversibel en dus kan ATP, de universele "brandstof" van lichaamscellen, met behulp van creatinekinase gegenereerd worden uit creatinefosfaat en ADP. Het zijn met name de spiercontractie en het transport van ionen die relatief veel energie vergen en dit mechanisme als energiereservaat gebruiken. Bij gezonde mensen geraakt er altijd CK in het bloed. Hoeveel dit is hangt af van hoeveel CK er in het weefsel is, dit is bij mannen in de regel meer dan bij vrouwen, en de mate van weefselschade.
In de medische praktijk zijn er twee toepassingen van creatinekinase. Door de hoge activiteit van het enzym in spierweefsel, wordt de meting van creatinekinase activiteit in bloed verricht om spierschade of een verhoogde spierafbraak vast te stellen of uit te sluiten. Bij spierschade of verhoogde spierafbraak raakt de activiteit van CK in het bloed verhoogd.
Voorbeelden waarbij het creatinekinase sterk gestegen kan zijn, zijn spierziekten zoals de ziekte van Duchenne en de spierdystrofie van Becker. Ook wordt een stijging van het CK vaak gezien bij patiënten met een catatonie. Daarnaast kan als bijwerking van statines (cholesterolverlagers) spierschade ontstaan met een verhoging van het CK. Om onderscheid te kunnen maken naar het orgaan waar het enzym vandaan komt, kan men creatinekinase-iso-enzymen bepalen bij verhoogde CK-activiteiten in bloed.
Creatinekinase in het bloed is voornamelijk een dimeer dat een specifieke structuur heeft afhankelijk van zijn herkomst. Zo wordt in de diagnostiek onderscheid gemaakt tussen, BB, MB en MM CK iso-enzymen. Hierbij staat B voor de hersenen (brain) en M voor de spieren (muscle). BB bepaling duidt op letsel specifiek in de hersenen of andere organen die veel B iso-enzym bevatten, MB op letsel specifiek aan het hart en MM specifiek op letsel van skeletspierweefsel. Een mogelijke vuistregel hierbij is een algemene (grove) regel die stelt dat een verhouding van CK-MB over totaal CK groter dan 0,06 indicatief is voor een acuut myocardinfarct, terwijl een verhouding lager dan 0,06 indicatief kan zijn voor 'meer banale' schade aan dwarsgestreept spierweefsel (rabdomyolyse). Algemeen wordt aangenomen dat een verhouding van 0,06 een goede referentie is bij gezonde individuen, hoewel deze ratio sterk onderhevig is aan bijvoorbeeld etnische afkomst en fysieke activiteit. Wanneer door omstandigheden (voornoemde factoren of fouten in afname of analyse ...) een verhouding van meer dan 0,25 bekomen wordt, is interpretatie van de verhouding niet wenselijk, omdat deze in dergelijke gevallen te wijten kan zijn aan andere oorzaken dan eigenlijke spierpathologie.
Een tweede toepassing betreft de functie van CK in de cel. Hoge CK activiteit in de cel is geassocieerd met hoge bloeddruk. Hoge activiteit van CK in de cel zorgt voor een grotere energetische capaciteit voor spiercontractie, inclusief contractiliteit van de bloedvaten, en dit leidt tot hoge bloeddruk. CK is hierdoor de belangrijkste voorspeller van hoge bloeddruk, meer nog dan leeftijd, overgewicht of geslacht.